# Fundy (district rural)
Pour les articles homonymes, voir Fundy.
Fundy est un district rural du Nouveau-Brunswick, situé dans le territoire de la commission de services régionaux de Fundy. La municipalité a été constituée le 1er janvier 2023, à partir des districts de services locaux (DSL) de la paroisse de Greenwich et de la paroisse de Petersville, ainsi que des portions des DSL de la paroisse de Kingston, de la paroisse de Norton, de la paroisse de Rothesay, de la paroisse de Saint-Martins, de la paroisse de Simmonds et de la paroisse de Westfield.

## Géographie
Son territoire compte 4 sections distinctes, regroupant des zones non constituées en municipalités des comtés de Kings et de Saint-Jean.
| Numéro (non officiel) | Emplacement | Anciens DSL                                                                             | Localités            |
| --------------------- | ----------- | --------------------------------------------------------------------------------------- | -------------------- |
| 1                     | Nord-Ouest  | Entre Région-de-la-capitale, Arcadia, Valley Waters, Quispamsis, Rothesay et Saint-Jean | Kingston, etc.       |
| 2                     | Centre      | Entre Rothesay, Quispamsis et Saint-Jean                                                | Upper Golden Grove   |
| 3                     | Est         | Entre Fundy-St. Martins, Kings et Fundy Albert                                          | Inhabitée            |
| 4                     | Sud         | Entre Saint-Jean et Fundy-St. Martins                                                   | Cape Spencer, Mispec |